# Phrynosoma platyrhinos
Phrynosoma platyrhinos är en ödleart som beskrevs av  Girard 1852. Phrynosoma platyrhinos ingår i släktet paddleguaner, och familjen Phrynosomatidae. IUCN kategoriserar arten globalt som livskraftig.
Arten förekommer i västra USA och i nordvästra Mexiko, inklusive halvön Baja California. Den vistas i låglandet och i bergstrakter upp till 2000 meter över havet.

## Underarter
Arten delas in i följande underarter:
- P. p. calidiarum
- P. p. platyrhinos
- P. p. goodei